# Леккерт, Гирш Давидович
Гирш Леккерт (1879—1902) — российский революционер, по профессии сапожник.
Состоял в Бунде, участвовал в еврейском рабочем движении в Двинске, Ковне, Екатеринославе и Вильне. В 1900 г. возглавил нападение около 500 евреев-рабочих на полицейский участок в пригороде Вильны и освободил арестованных товарищей.
В 1902 г. по приказу виленского генерал-губернатора В. В. фон Валя были высечены 28 арестованных (22 еврея, шесть поляков) за участие в первомайской манифестации. Экзекуция вызвала в еврейской среде (особенно в рабочей) чувство отчаяния и мести. Леккерт стрелял в губернатора из револьвера и ранил его. По приговору военного трибунала Леккерт был повешен. На суде вёл себя гордо, с презрением к царскому режиму, и не сожалел о содеянном.
Бунд, который был принципиальным противником террора, в воззвании ЦК «Как надо отвечать на розги» (газета «Арбетер штиме», № 27) частично оправдывал крайние меры и на своей 5-й конференции (август 1902 г., Бердичев) принял резолюцию об «организованной мести» (отменена на 5-м съезде; 1903, Цюрих). Даже в русской социал-демократической газете «Искра» по поводу акта Леккерта разгорелась дискуссия: Л. Мартов и В. Засулич оправдывали, В. Ленин осуждал его.

## Память
В течение десятилетий еврейское рабочее движение отмечало годовщину казни Леккерта. О его героическом поступке были сложены стихи, написаны драмы: «Хирш Леккерт» Г. Лейвика (1927) и А. Кушнирова (1929; русский перевод Э. Багрицкого, 1930), а также «Рассказ о царских розгах» (М., 1922) М. Рафеса и другие.
В 1917 году национализированный «Минский паровой пивоваренный завод № 3 Франца Лекерта» был переименован в «Пивзавод имени героя революции Гирша Леккерта» (совр. ОАО «Пивзавод Аливария»)
В 1922 г. 1-я, 2-я и 3-я Нижне-Ляховские улицы в Минске были переименованы в честь Леккерта (с теми же номерами), был поставлен памятник Леккерту (впоследствии снесён). Имя Леккерта также носили Большая Арнаутская улица в Одессе и одна из улиц Смиловичей. Последняя сохранила это название по сей день, вместе с одноимённым переулком. В 20-е годы в Крыму было основано еврейское земледельческое поселение имени Леккерта, в 1948 году переименованное в Снегирёвку. В 1923—1937 годах в честь Леккерта была названа обувная фабрика в Витебске (впоследствии переименована в «Красный Октябрь»).
В 1927 году Белгоскино был снят фильм «Его превосходительство» о покушении на фон Валя.
Имя Леккерта до 28.03.1985 года также носила улица в г. Николаеве (областном). Переименована в улицу имени В. И. Даля. Улица Леккерта в Омске в 1960-е годы была переименована в улицу Леконта.
О Гирше Леккерте рассказывается в автобиографической книге А. Я. Бруштейн «Дорога уходит в даль…» (часть третья — «Весна»).